# Nati nel 1997/Maggio
| Questa pagina contiene informazioni ricavate automaticamente dalle voci biografiche con l'ausilio del template Bio e di un bot. L'aggiornamento è periodico e automatico e ricostruisce completamente la pagina. Se manca una persona in questa lista, sei pregato di non aggiungerla, ma accertati piuttosto che la sua voce biografica contenga il template Bio e che i dati anagrafici siano correttamente compilati. Se il template Bio manca, inseriscilo tu stesso o, in alternativa, metti l'avviso {{tmp\|Bio}} che ne segnala la mancanza. Se i dati riportati sono sbagliati, correggi direttamente la voce biografica; le modifiche saranno visibili in questa lista entro pochi giorni. Per chiarimenti vedi il progetto biografie. La lista contiene solo le 448 persone che sono citate nell'enciclopedia e per le quali è stato implementato correttamente il template Bio. Pagina aggiornata al 18 ago 2025. |

- 1º maggio - Issam Al-Sabhi, calciatore omanita
- 1º maggio - Keandre Cook, cestista statunitense
- 1º maggio - Mattia Da Campo, cestista italiano
- 1º maggio - Steven Dubois, pattinatore di short track canadese
- 1º maggio - Liam Evans, calciatore britannico
- 1º maggio - Maximiliano Falcón, calciatore uruguaiano
- 1º maggio - Ariel Gade, attrice statunitense
- 1º maggio - Bertie Gilbert, regista e attore britannico
- 1º maggio - José Santiago Hernández, calciatore messicano
- 1º maggio - Anfernee Jennings, giocatore di football americano statunitense
- 1º maggio - Tevin Mack, cestista statunitense
- 1º maggio - Chiedozie Ogbene, calciatore nigeriano
- 1º maggio - Juan Orellana, calciatore argentino
- 1º maggio - Léon-Maurice Pöhls, calciatore tedesco
- 1º maggio - Nicolás Ramírez Aguilera, calciatore cileno
- 1º maggio - Pietro Riva, mezzofondista italiano
- 1º maggio - Brandon Sampson, cestista statunitense
- 1º maggio - Miles Sanders, giocatore di football americano statunitense
- 1º maggio - Brandon Solazzi, cestista italiano
- 1º maggio - Dīmītrīs Stavropoulos, calciatore greco
- 1º maggio - Lucrezia Zanetti, cestista italiana
- 1º maggio - Rendijs Šibass, calciatore lettone
- 2 maggio - BamBam, rapper e cantante thailandese
- 2 maggio - Amin Bukhari, calciatore saudita
- 2 maggio - Ron Jackson, cestista statunitense
- 2 maggio - Andre James, giocatore di football americano statunitense
- 2 maggio - Harris J, cantante britannico
- 2 maggio - Nicole Koller, ciclista su strada, mountain biker e ciclocrossista svizzera
- 2 maggio - Marc Polmans, tennista australiano
- 2 maggio - Alex Stein, cestista statunitense
- 2 maggio - Pape Mamadou Sy, calciatore senegalese
- 2 maggio - Aaron Verwilst, ciclista su strada e pistard belga
- 2 maggio - Martin Vlach, pentatleta ceco
- 3 maggio - Erik Andersson, calciatore svedese
- 3 maggio - Lisa Boattin, calciatrice italiana
- 3 maggio - James Crawford, sciatore alpino canadese
- 3 maggio - Edoardo Duca, calciatore italiano
- 3 maggio - Justin Fazio, hockeista su ghiaccio canadese
- 3 maggio - Yernur Fidakhmetov, lottatore kazako
- 3 maggio - Jessie Guera Djou, calciatore camerunese
- 3 maggio - Dwayne Haskins, giocatore di football americano statunitense († 2022)
- 3 maggio - Tyrique Jones, cestista statunitense
- 3 maggio - Ivana Jorović, tennista serba
- 3 maggio - Jesper Löfgren, calciatore svedese
- 3 maggio - Clément Noël, sciatore alpino francese
- 3 maggio - Pedrão, calciatore brasiliano
- 3 maggio - Jaime Peñaloza, giocatore di calcio a 5 panamense
- 3 maggio - Lilian Rengeruk, mezzofondista keniota
- 3 maggio - Desiigner, rapper e cantante statunitense
- 3 maggio - Ginevra Taddeucci, nuotatrice italiana
- 4 maggio - Nathalie Björn, calciatrice svedese
- 4 maggio - Tamir Blatt, cestista israeliano
- 4 maggio - Raul Brancaccio, tennista italiano
- 4 maggio - Ben Dolic, cantante sloveno
- 4 maggio - Jimmy Gressier, mezzofondista francese
- 4 maggio - Mustafá Salimo, calciatore mozambicano
- 4 maggio - Ke'Shawn Vaughn, giocatore di football americano statunitense
- 4 maggio - Bahar Şahin, attrice turca
- 5 maggio - Ahmed Al-Rawahi, calciatore omanita
- 5 maggio - Santiago Arzamendia, calciatore argentino
- 5 maggio - Innoss'B, cantante e rapper della Repubblica Democratica del Congo
- 5 maggio - Nicolas D'Oriano, nuotatore francese
- 5 maggio - Farid El Melali, calciatore algerino
- 5 maggio - Mustafa Eskihellaç, calciatore turco
- 5 maggio - Jaume Grau, calciatore spagnolo
- 5 maggio - Tahir Hanley, calciatore nevisiano
- 5 maggio - Noah Harms, calciatore olandese
- 5 maggio - Jurij Klymčuk, calciatore ucraino
- 5 maggio - Nika Markovič, pallavolista slovena
- 5 maggio - Mitchell Marner, hockeista su ghiaccio canadese
- 5 maggio - Bobby Coleman, attore statunitense
- 5 maggio - Robert Mudražija, calciatore croato
- 5 maggio - Jaume Munar, tennista spagnolo
- 5 maggio - Mathias Norsgaard, ciclista su strada danese
- 5 maggio - Katherine Sauerbrey, fondista tedesca
- 5 maggio - Remzifaik Selmani, calciatore macedone
- 5 maggio - Maruša Seničar, cestista slovena
- 5 maggio - Daniel Staniszewski, ex pistard e ex ciclista su strada polacco
- 5 maggio - Jordan Thompson, pallavolista statunitense
- 5 maggio - Darko Todorović, calciatore bosniaco
- 6 maggio - Hasan, rapper ceco
- 6 maggio - Thanasīs Androutsos, calciatore greco
- 6 maggio - Carola Biver, pallavolista portoricana
- 6 maggio - Carlos Garcia Knight, ex snowboarder neozelandese
- 6 maggio - Marcello Guidi, nuotatore italiano
- 6 maggio - Francisco Ilarregui, calciatore argentino
- 6 maggio - Duncan Scott, nuotatore britannico
- 6 maggio - Leo Mikić, calciatore croato
- 6 maggio - Foster Moreau, giocatore di football americano statunitense
- 6 maggio - Elisa Mörzinger, ex sciatrice alpina austriaca
- 6 maggio - Jurij Romanjuk, calciatore ucraino
- 6 maggio - Francisco Sierralta, calciatore cileno
- 6 maggio - Nathan Silva, calciatore brasiliano
- 6 maggio - Zhang Yayi, sincronetta cinese
- 7 maggio - Nadrey Dago, calciatore ivoriano
- 7 maggio - Dentinho, calciatore brasiliano
- 7 maggio - Dar'ja Kasatkina, tennista russa
- 7 maggio - Rico Nasty, rapper, cantautrice e produttrice discografica statunitense
- 7 maggio - Oleksandr Pichal'onok, calciatore ucraino
- 7 maggio - Youri Tielemans, calciatore belga
- 8 maggio - Maxime Cressy, tennista francese
- 8 maggio - Roberto Di Benedetto, hockeista su pista francese
- 8 maggio - João Escoval, calciatore portoghese
- 8 maggio - Alex Gersbach, calciatore australiano
- 8 maggio - Evan Hofer, attore statunitense
- 8 maggio - Rami Kaib, calciatore svedese
- 8 maggio - Bruce Liu, pianista canadese
- 8 maggio - Yūya Nakasaka, calciatore giapponese
- 8 maggio - T-Fest, rapper ucraino
- 8 maggio - Marija Poljakova, tuffatrice russa
- 8 maggio - José Raya, giocatore di calcio a 5 spagnolo
- 8 maggio - Tomeu Rigo, cestista spagnolo
- 8 maggio - José Daniel Rivera Martínez, calciatore peruviano
- 8 maggio - Matías Vargas, calciatore argentino
- 8 maggio - Renan Abner do Carmo de Oliveira, calciatore brasiliano
- 9 maggio - Axiom, wrestler spagnolo
- 9 maggio - Marquise Copeland, giocatore di football americano statunitense
- 9 maggio - Roberto Domínguez, calciatore salvadoregno
- 9 maggio - Zane Huett, attore statunitense
- 9 maggio - JT Marcinkowski, calciatore statunitense
- 9 maggio - Pauly Paulicap, cestista statunitense
- 9 maggio - Nahuel Pájaro, ex calciatore argentino
- 9 maggio - Dayne St. Clair, calciatore canadese
- 9 maggio - Ilaria Toniolo, calciatrice italiana
- 10 maggio - Abdullah Al-Ahrak, calciatore qatariota
- 10 maggio - Anna Anvegård, calciatrice svedese
- 10 maggio - Ilias Bronkhorst, calciatore olandese
- 10 maggio - Michela Carrara, biatleta italiana
- 10 maggio - Jonathan Chan, tuffatore singaporiano
- 10 maggio - Francesco Corrado, pallavolista italiano
- 10 maggio - Jeff Dowtin, cestista statunitense
- 10 maggio - Hikaru Kitagawa, calciatrice giapponese
- 10 maggio - Julian Kristoffersen, calciatore norvegese
- 10 maggio - Ramon Pascal Lundqvist, calciatore svedese
- 10 maggio - Filippo Megli, nuotatore italiano
- 10 maggio - Artur Najfonov, lottatore russo
- 10 maggio - Giuseppe Panico, calciatore italiano
- 10 maggio - Martin Pinter, giocatore di football americano francese
- 10 maggio - Richarlison, calciatore brasiliano
- 10 maggio - Marcos Senesi, calciatore argentino
- 10 maggio - Vladislavs Sorokins, calciatore lettone
- 10 maggio - Enes Ünal, calciatore turco
- 11 maggio - Mohammed Al-Hammadi, calciatore emiratino
- 11 maggio - Lana Condor, attrice vietnamita
- 11 maggio - Chelsea Dungee, ex cestista e allenatrice di pallacanestro statunitense
- 11 maggio - Rachael Fara, pallavolista statunitense
- 11 maggio - Velus Jones Jr., giocatore di football americano statunitense
- 11 maggio - Coi Leray, rapper e cantante statunitense
- 11 maggio - Max Lowe, calciatore inglese
- 11 maggio - Giōrgos Manthatīs, calciatore greco
- 11 maggio - Clément Michelin, calciatore francese
- 11 maggio - Carlos Daniel Roca, calciatore boliviano
- 11 maggio - William Stewart, canottiere britannico
- 11 maggio - Olivia Tjandramulia, tennista australiana
- 11 maggio - Zahid Valencia, lottatore statunitense
- 11 maggio - Kiko Yokota, ginnasta giapponese
- 12 maggio - Giorgi Beridze, calciatore georgiano
- 12 maggio - Juan Brunetta, calciatore argentino
- 12 maggio - Gianna Dior, attrice pornografica statunitense
- 12 maggio - Ismael Díaz, calciatore panamense
- 12 maggio - Fabian Fallert, tennista tedesco
- 12 maggio - Ryan Hawkins, cestista statunitense
- 12 maggio - Morgan Lake, multiplista e altista britannica
- 12 maggio - Shane Lemieux, giocatore di football americano statunitense
- 12 maggio - Taylor Moore, calciatore inglese
- 12 maggio - Mark Oliver Roosnupp, calciatore estone
- 12 maggio - Odeya Rush, attrice, modella e regista israeliana
- 12 maggio - Nate Sestina, cestista statunitense
- 12 maggio - Roderic Teamer, giocatore di football americano statunitense
- 12 maggio - Jordon Varnado, cestista statunitense
- 12 maggio - Eirik Wichne, calciatore norvegese
- 12 maggio - Connor Williams, ex giocatore di football americano statunitense
- 12 maggio - Frenkie de Jong, calciatore olandese
- 13 maggio - Anastasio, rapper italiano
- 13 maggio - Ronaldo Deaconu, calciatore rumeno
- 13 maggio - Emma Holmgren, calciatrice svedese
- 13 maggio - Dmitrii Mandrîcenco, calciatore moldavo
- 13 maggio - Alexis Messidoro, calciatore argentino
- 13 maggio - Ramón Miérez, calciatore argentino
- 13 maggio - Heri Mohr, calciatore faroese
- 13 maggio - Samuel Mráz, calciatore slovacco
- 13 maggio - Justien Odeurs, ex calciatrice belga
- 13 maggio - Alexander Schüller, bobbista tedesco
- 13 maggio - Shrook Wafa, scacchista egiziana
- 13 maggio - Ryōta Yamamoto, combinatista nordico giapponese
- 13 maggio - Paolo Zonca, pallavolista italiano
- 14 maggio - Stojčo Atanasov, calciatore bulgaro
- 14 maggio - Manushi Chhillar, modella indiana
- 14 maggio - Joel Fameyeh, calciatore ghanese
- 14 maggio - Sergio González Martínez, calciatore spagnolo
- 14 maggio - Kristijan Jakić, calciatore croato
- 14 maggio - Matúš Kuník, calciatore slovacco
- 14 maggio - Jean Patric, calciatore brasiliano
- 14 maggio - Oksana Livač, lottatrice ucraina
- 14 maggio - Stefan Posch, calciatore austriaco
- 14 maggio - Alessia Praz, allenatrice di ginnastica e ex ginnasta italiana
- 14 maggio - Raimundo Rebolledo, calciatore cileno
- 14 maggio - Matteo Sobrero, ciclista su strada italiano
- 14 maggio - Radka Stašová, cestista slovacca
- 14 maggio - Giorgi Sulava, lottatore georgiano
- 14 maggio - Zak Vyner, calciatore inglese
- 14 maggio - Rúben Dias, calciatore portoghese
- 15 maggio - Bat-Ochiryn Bolortuyaa, lottatrice mongola
- 15 maggio - Myles Carter, cestista statunitense
- 15 maggio - Oliver Davies, sciatore freestyle britannico
- 15 maggio - Jonathan Dean, calciatore statunitense
- 15 maggio - Ousmane Dembélé, calciatore francese
- 15 maggio - Ashton Dulin, giocatore di football americano statunitense
- 15 maggio - Matías Gallegos, calciatore argentino
- 15 maggio - Rasheem Green, giocatore di football americano statunitense
- 15 maggio - Role Model, cantante statunitense
- 15 maggio - Hlib Hračov, calciatore ucraino
- 15 maggio - Emanuela Ionica, doppiatrice rumena
- 15 maggio - Dario Ivanovski, mezzofondista macedone
- 15 maggio - Gökhan Kardeș, calciatore turco
- 15 maggio - Gabriel Lopes, nuotatore portoghese
- 15 maggio - Iván Martos, calciatore spagnolo
- 15 maggio - Samuel Obeng, calciatore ghanese
- 15 maggio - Charles Pickel, calciatore svizzero
- 15 maggio - Smokepurpp, rapper, produttore discografico e cantautore statunitense
- 15 maggio - Simon Rueland, sciatore alpino austriaco
- 15 maggio - MKDMSK, rapper finlandese († 2019)
- 15 maggio - Idriz Voca, calciatore svizzero
- 15 maggio - Ignacio Vázquez, calciatore argentino
- 16 maggio - Ugo Amadi, giocatore di football americano statunitense
- 16 maggio - Terence Davis, cestista statunitense
- 16 maggio - Natalie Hauswirth, ex sciatrice alpina svizzera
- 16 maggio - Jeong Tae-wook, calciatore sudcoreano
- 16 maggio - Maboundou Koné, velocista ivoriana
- 16 maggio - Roberto Micheli, pentatleta italiano
- 16 maggio - Kamal Miller, calciatore canadese
- 16 maggio - Martin Remacle, calciatore belga
- 16 maggio - DrefGold, rapper italiano
- 16 maggio - Fahd al-Rashidi, calciatore saudita
- 17 maggio - Daniel Asenov, pugile bulgaro
- 17 maggio - Malcom Braida, calciatore argentino
- 17 maggio - Alessio Castro-Montes, calciatore belga
- 17 maggio - Andrea Favilli, calciatore italiano
- 17 maggio - Clelin Ferrell, giocatore di football americano statunitense
- 17 maggio - Emanuele Fiume, canottiere italiano
- 17 maggio - Leonardo Flores, calciatore argentino
- 17 maggio - Marco Krainz, calciatore austriaco
- 17 maggio - Givi Mach'arashvili, lottatore georgiano
- 17 maggio - Tommy Paul, tennista statunitense
- 17 maggio - Julija Pleškova, sciatrice alpina russa
- 18 maggio - Filippo Berardi, calciatore sammarinese
- 18 maggio - Edgar Berlanga, pugile statunitense
- 18 maggio - Jorelyn Carabalí, calciatrice colombiana
- 18 maggio - Jonathan Cissé, calciatore ivoriano
- 18 maggio - Omar Jasika, tennista australiano
- 18 maggio - Frederik Lauenborg, calciatore danese
- 18 maggio - David Miladinović, cestista serbo
- 18 maggio - Nicolas Careca, calciatore brasiliano
- 18 maggio - Alejandro Rejón Huchin, poeta e giornalista messicano
- 18 maggio - Mario Soberón, calciatore spagnolo
- 18 maggio - Ema Twumasi, calciatore ghanese
- 19 maggio - Lisa Berkani, cestista francese
- 19 maggio - José Carabalí, calciatore ecuadoriano
- 19 maggio - Paulien Couckuyt, ostacolista belga
- 19 maggio - Andrea Domenico Di Liberto, canoista italiano
- 19 maggio - Maxxine Dupri, wrestler statunitense
- 19 maggio - Yoann Etienne, calciatore francese
- 19 maggio - Thomas Frigo, pallavolista italiano
- 19 maggio - Leon Jensen, calciatore tedesco
- 19 maggio - Xabier López-Arostegui, cestista spagnolo
- 19 maggio - Danil Lysenko, altista russo
- 19 maggio - Katia Ragusa, ciclista su strada e pistard italiana
- 19 maggio - Víctor Robles, giocatore di baseball dominicano
- 19 maggio - Felipe Roque, pallavolista brasiliano
- 19 maggio - Ivano Vendrame, nuotatore italiano
- 19 maggio - Ramon Rodrigo de Carvalho, calciatore brasiliano
- 20 maggio - Omar Apollo, cantante statunitense
- 20 maggio - Andrij Bus'ko, calciatore ucraino
- 20 maggio - Lucas Carrizo, calciatore argentino
- 20 maggio - Ezequiel Centurión, calciatore argentino
- 20 maggio - Pedro Rodrigues, calciatore portoghese
- 20 maggio - Nicole Garavelli, calciatrice italiana
- 20 maggio - Gerson, calciatore brasiliano
- 20 maggio - Vladislav Nikolaevič Golovin, militare russo
- 20 maggio - Mario González, calciatore salvadoregno
- 20 maggio - James Heatly, tuffatore britannico
- 20 maggio - Andrej Maslinko, cestista macedone
- 20 maggio - Sylwia Matysik, calciatrice polacca
- 20 maggio - Kaoru Mitoma, calciatore giapponese
- 20 maggio - Joakim Mæhle, calciatore danese
- 20 maggio - Miguel Nazarit, calciatore colombiano
- 20 maggio - Alessandro Nocco, pilota motociclistico italiano
- 20 maggio - Alex Sobczyk, calciatore austriaco
- 20 maggio - Trevor Stewart, velocista statunitense
- 20 maggio - Marta Vergani, calciatrice italiana
- 20 maggio - Marlon Xavier, calciatore brasiliano
- 20 maggio - Hidde ter Avest, calciatore olandese
- 21 maggio - Joeboy, cantautore nigeriano
- 21 maggio - Philip Azango, calciatore nigeriano
- 21 maggio - Federico Bonazzoli, calciatore italiano
- 21 maggio - Paola Cuciniello, calciatrice italiana
- 21 maggio - David Domgjoni, calciatore kosovaro
- 21 maggio - Sisca Folkertsma, calciatrice olandese
- 21 maggio - Ludovico Fossali, arrampicatore italiano
- 21 maggio - Juan Carlos Gaete, calciatore cileno
- 21 maggio - Olin Hacker, mezzofondista statunitense
- 21 maggio - Dolores Hernández, tuffatrice messicana
- 21 maggio - Elton Prince, wrestler inglese
- 21 maggio - Verners Kohs, cestista lettone
- 21 maggio - Isaac Nauta, giocatore di football americano statunitense
- 21 maggio - Patrick Ngoma, calciatore zambiano
- 21 maggio - Mihō Nonaka, arrampicatrice giapponese
- 21 maggio - Serhij Petrov, calciatore ucraino
- 21 maggio - Sydney Pickrem, nuotatrice canadese
- 21 maggio - Kevin Quinn, attore e cantante statunitense
- 21 maggio - Purim Rattanaruangwattana, attore e cantante thailandese
- 21 maggio - Ribamar, calciatore brasiliano
- 21 maggio - Rasmus Svane, scacchista tedesco
- 21 maggio - Timur Žamaletdinov, calciatore russo
- 22 maggio - Ayman Al-Khulaif, calciatore saudita
- 22 maggio - Hilal Ben Moussa, calciatore olandese
- 22 maggio - Bridget Carleton, cestista canadese
- 22 maggio - Tyler Davis, cestista statunitense
- 22 maggio - Jordan Floyd, cestista statunitense
- 22 maggio - Francesco Ghiara, pallanuotista italiano
- 22 maggio - Herman Hallberg, calciatore svedese
- 22 maggio - Enes Mahmutovic, calciatore kosovaro
- 22 maggio - Lauri Markkanen, cestista finlandese
- 22 maggio - Lorenzo Moschini, ex sciatore alpino italiano
- 22 maggio - Roland Sallai, calciatore ungherese
- 22 maggio - Rebecca Sartori, ostacolista italiana
- 22 maggio - Andrei Tîrcoveanu, calciatore rumeno
- 22 maggio - Loris Zonta, calciatore italiano
- 23 maggio - Taiwo Awoniyi, calciatore nigeriano
- 23 maggio - Cassandre Beaugrand, triatleta francese
- 23 maggio - Pedro Chirivella, calciatore spagnolo
- 23 maggio - Johannes Dale, biatleta norvegese
- 23 maggio - Joe Gomez, calciatore inglese
- 23 maggio - Jansen Harkins, hockeista su ghiaccio statunitense
- 23 maggio - Daichi Hayashi, calciatore giapponese
- 23 maggio - Max Kilman, calciatore inglese
- 23 maggio - Gustaf Nilsson, calciatore svedese
- 23 maggio - Matěj Pulkrab, calciatore ceco
- 23 maggio - Alina Reh, mezzofondista tedesca
- 23 maggio - Leonardo Rocha, calciatore portoghese
- 23 maggio - Sam Timmins, cestista neozelandese
- 24 maggio - Hansel Atencia, cestista colombiano
- 24 maggio - Jonah Ayunga, calciatore keniota
- 24 maggio - Elisa Battistoni, calciatrice italiana
- 24 maggio - Visar Bekaj, calciatore kosovaro
- 24 maggio - Cristian Calderón, calciatore messicano
- 24 maggio - Massimo Cioffi, rugbista a 15 italiano
- 24 maggio - Marten Gasparini, giocatore di baseball italiano
- 24 maggio - Anton Mamaev, snowboarder russo
- 24 maggio - Anthony Montero, lottatore venezuelano
- 24 maggio - Mads Stürup, cestista danese
- 24 maggio - Mogos Tuemay, mezzofondista etiope
- 24 maggio - Luka Šimunović, calciatore croato
- 25 maggio - Federico Andueza, calciatore uruguaiano
- 25 maggio - Timo Becker, calciatore tedesco
- 25 maggio - David Dinsmore, tuffatore statunitense
- 25 maggio - Chuma Edoga, giocatore di football americano statunitense
- 25 maggio - Fábio Roberto Gomes Netto, calciatore brasiliano
- 25 maggio - Sabrina Fortune, atleta paralimpica britannica
- 25 maggio - Tobias Foss, ciclista su strada norvegese
- 25 maggio - Jonathan Greenard, giocatore di football americano statunitense
- 25 maggio - Dre Greenlaw, giocatore di football americano statunitense
- 25 maggio - Sandra Hernández, calciatrice spagnola
- 25 maggio - Alex Mitchell, rugbista a 15 inglese
- 25 maggio - Giada Russo, danzatrice su ghiaccio italiana
- 25 maggio - Zvonimir Šubarić, calciatore croato
- 25 maggio - Vladyslav Šaraj, calciatore ucraino
- 26 maggio - Jonatan Benedetti, calciatore argentino
- 26 maggio - Simon Fournier, sciatore alpino canadese
- 26 maggio - Sebastián Guzmán, calciatore colombiano
- 26 maggio - Jessica Hilzinger, sciatrice alpina liechtensteinese
- 26 maggio - Brad Lyons, calciatore nordirlandese
- 26 maggio - Kevin Marfo, cestista statunitense
- 26 maggio - Javokhirbek Nurmatov, schermidore uzbeko
- 26 maggio - Larisa Ocvirk, ex cestista slovena
- 26 maggio - Joseph Okumu, calciatore keniota
- 26 maggio - Filippo Romagna, calciatore italiano
- 26 maggio - Shunta Tanaka, calciatore giapponese
- 26 maggio - Yago César, calciatore brasiliano
- 27 maggio - Ayoub Barraj, lottatore tunisino
- 27 maggio - Leonie Beck, nuotatrice tedesca
- 27 maggio - Anna Bondár, tennista ungherese
- 27 maggio - Vitor Carvalho Vieira, calciatore brasiliano
- 27 maggio - Harald Frey, cestista norvegese
- 27 maggio - Aboubakar Gakou, cestista angolano
- 27 maggio - Daniel Jones, giocatore di football americano statunitense
- 27 maggio - Konrad Laimer, calciatore austriaco
- 27 maggio - Pauline Lecarpentier, lottatrice francese
- 27 maggio - Francesca Pan, cestista italiana
- 27 maggio - Daron Payne, giocatore di football americano statunitense
- 27 maggio - Soccer Mommy, cantautrice e polistrumentista statunitense
- 27 maggio - Kenneth Weishuhn, statunitense († 2012)
- 27 maggio - Francesco Zoppellari, pallavolista italiana
- 27 maggio - Petar Đirlić, pallavolista croato
- 28 maggio - Jacob Bobenmoyer, giocatore di football americano statunitense
- 28 maggio - Sophie Chang, tennista statunitense
- 28 maggio - Niklas Dahlström, calciatore svedese
- 28 maggio - Lucia Dalmasso, snowboarder italiana
- 28 maggio - Andrij Korobenko, calciatore ucraino
- 28 maggio - Ivan Krpan, pianista croato
- 28 maggio - Leonardo Nascimento Lopes de Souza, calciatore brasiliano
- 28 maggio - Denis-Will Poha, calciatore francese
- 28 maggio - Ionuț Radu, calciatore rumeno
- 28 maggio - Jacob Rasmussen, calciatore danese
- 28 maggio - Tate Schmitt, calciatore statunitense
- 28 maggio - Frithjof Seidel, tuffatore e nuotatore artistico tedesco
- 28 maggio - Mirko Testa, paraciclista italiano
- 29 maggio - Sandy Dujardin, ciclista su strada e ciclocrossista francese
- 29 maggio - Thato Kebue, calciatore botswano
- 29 maggio - Jan Kokla, ex calciatore estone
- 29 maggio - Alejandro Mayorga, calciatore messicano
- 29 maggio - Stefan Nikolić, cestista serbo
- 29 maggio - Night Lovell, rapper canadese
- 29 maggio - Olaf Roggensack, canottiere tedesco
- 29 maggio - Toshiya Saitō, schermidore giapponese
- 29 maggio - Symone Speech, pallavolista statunitense
- 29 maggio - Frank Sturing, calciatore olandese
- 29 maggio - Mateo Nicolás Suárez, calciatore uruguaiano
- 29 maggio - Uoto, fumettista giapponese
- 29 maggio - Jonas Wagner, altista tedesco
- 30 maggio - Agustín Cardozo, calciatore argentino
- 30 maggio - Charlie Hall, attore statunitense
- 30 maggio - Alex Ierullo, hockeista su ghiaccio canadese
- 30 maggio - Nemanja Jevrić, calciatore serbo
- 30 maggio - Eunha, cantante e attrice sudcoreana
- 30 maggio - Lukáš Kojnok, calciatore slovacco
- 30 maggio - Luís Eduardo Marques dos Santos, calciatore brasiliano
- 30 maggio - Sebastian Nađ, lottatore serbo
- 30 maggio - Brenden Schooler, giocatore di football americano statunitense
- 30 maggio - Jake Short, attore statunitense
- 30 maggio - Dario Šarić, calciatore bosniaco
- 31 maggio - Nasir Adderley, giocatore di football americano statunitense
- 31 maggio - Cameron Alexander, sciatore alpino canadese
- 31 maggio - Max Besuschkow, calciatore tedesco
- 31 maggio - Víctor Campuzano, calciatore spagnolo
- 31 maggio - Anastasios Chatzīgiovannīs, calciatore greco
- 31 maggio - Daniel Jesús Martín Gil, calciatore spagnolo
- 31 maggio - Ali Gatie, cantante canadese
- 31 maggio - Cupcakke, rapper e cantautrice statunitense
- 31 maggio - Kang Ju-hyok, calciatore nordcoreano
- 31 maggio - Fagrie Lakay, calciatore sudafricano
- 31 maggio - Brandon Loschiavo, tuffatore statunitense
- 31 maggio - Benedetta Morabito, ex cestista italiana
- 31 maggio - Kainã, calciatore brasiliano
- 31 maggio - Eli Pemberton, cestista statunitense
- 31 maggio - Adalberto Peñaranda, calciatore venezuelano
- 31 maggio - John Penisini, ex giocatore di football americano statunitense
- 31 maggio - Tomislav Turčin, calciatore croato